# Plagiogramma darlingtoni
Plagiogramma darlingtoni är en skalbaggsart som först beskrevs av Wenzel 1944.  Plagiogramma darlingtoni ingår i släktet Plagiogramma och familjen stumpbaggar. Inga underarter finns listade i Catalogue of Life.